# Yves Agid
Yves Agid, né le 13 novembre 1940 à Nice, est un médecin neurologue, professeur des universités-praticien hospitalier émérite, spécialiste des maladies neurodégénératives.
Après avoir dirigé le service de neurologie de l'Hôpital de la Pitié-Salpêtrière de 1993 à 2007 et mené une carrière de chercheur à l'Inserm, il est élu, le 16 décembre 2008, membre de l'Académie des sciences dans la section Biologie humaine et sciences médicales. De 2009 à 2017, il a été membre du Comité consultatif national d'éthique. Il est également membre fondateur et directeur scientifique de l'Institut du cerveau et de la moelle épinière (ICM).

## Biographie
Yves Agid est le fils de René Agid, professeur des universités, et de Sylvia Stave, artiste peintre suédoise[réf. nécessaire]. René Agid fut l’ami intime de Romain Gary qui leur a dédicacé son roman La Promesse de l'aube.
Yves Agid a fait ses études au lycée Jean-Baptiste Corot de Savigny-sur-Orge puis à la faculté de médecine de l'université Pierre-et-Marie-Curie. Il est interne en neurologie à partir de 1966, puis chef de clinique et assistant des hôpitaux de Paris en 1973. Il soutient sa thèse de sciences en 1976 en travaillant auprès de Jacques Glowinski au Collège de France puis devient PU Praticien hospitalier en neurologie et neuropsychologie en 1979 à l'hôpital de la Salpêtrière, puis chef du service de neurologie de la Pitié-Salpêtrière de 1993 à 2007,.
Parallèlement il mène sa carrière de chercheur à l'Institut national de la santé et de la recherche médicale (Inserm) de 1985 à 2000 en tant que directeur de l'unité U289 jusqu'en 2005. Yves Agid a été également directeur de l'Institut fédératif de recherche (IFR) de neurosciences de 1997 à 2005, de l'Institut de neurologie de 2000 à 2002, et coordinateur du Centre d'investigation clinique depuis 1996.
Il est membre fondateur et directeur scientifique de l'Institut du cerveau et de la moelle épinière créé en 2004. À ce titre, le 12 avril 2010, lors de la Journée mondiale de la maladie de Parkinson, en tant que fondateur de l'Association France Parkinson, Yves Agid avec Bruno Favier, a remis à la ministre de la Santé Roselyne Bachelot un Livre blanc de recommandations intitulé Objectif : sortir de l’ombre « la plus oubliée des maladies du cerveau », à l'occasion de la Journée mondiale de la maladie de Parkinson le 12 avril 2010.
Il a été membre du Comité consultatif national d'éthique de 2009 à 2017.
Il est directeur scientifique de l'association Sciences Santé Société depuis 2015.

## Vie privée
Yves Agid a épousé France Basdevant, biologiste et chercheuse, et ils ont eu ensemble deux enfants, Isabelle et David. Yves Agid s'est ensuite remarié et a eu une fille, Elsa.

## Apport scientifique
Yves Agid est un spécialiste des maladies neurodégénératives (maladie de Parkinson, maladie d'Alzheimer mais également d’autres maladies du système nerveux telles que les ataxies cérébelleuses, la maladie de Charcot-Marie-Tooth, la maladie de Gilles de La Tourette, et les mécanismes d'apoptose neuronale,,) dont il a étudié les causes, les mécanismes, et les conséquences cliniques, tout en proposant de nouvelles thérapeutiques. Ses travaux de recherche ont été consacrés à l’étude des mécanismes de la mort cellulaire, et leurs conséquences physiopathologiques et cliniques, avec pour modèle essentiel les maladies de Parkinson. Il a consacré ses dernières années à l'étude des cellules gliales ― l'autre moitié du cerveau.
Parmi ses contributions essentielles,,,,,,,,, :
- l'identification de facteurs contribuant à la vulnérabilité et à la mort cellulaire programmée des neurones ;
- la mise en évidence de mutations dans diverses affections neurodégénératives ;
- la description de divers systèmes biochimiques et anatomiques de compensation en cas de lésion neuronale ;
- la description de nombreux tableaux cliniques, dans le domaine de la neuropsychologie et des mouvements anormaux involontaires ;
- la mise au point de nombreuses thérapeutiques pharmacologiques et neurochirurgicales ;
- Yves Agid a publié plus de 600 articles scientifiques de niveau international.

## Ouvrages
- Le Cerveau (audiolivre), coll. l’Académie des sciences, éditions De vive voix, 2012,  (ISBN 978-2846841191)
- L'Homme subconscient — le cerveau et ses erreurs, éditions Robert Laffont, 2013,  (ISBN 2-221-11533-3)[21].
- avec Pierre Magistretti, L'Homme glial. Une révolution dans les sciences du cerveau, éditions Odile Jacob, 2018, 208 p. (lire en ligne)
- Je m'amuse à vieillir : Le cerveau, maître du temps, éditions Odile Jacob, 2019

## Distinctions
- 1984 : Prix de la Fondation Maujean de l'Académie des sciences.
- 1993 : Alice Wilson Award (Parkinson's disease).
- 1994 : Prix Mande de l'Académie de médecine
- 1995 : Prix de recherche de la Fondation Allianz-Institut de France[22].
- 2001 : Grand Prix de la recherche médicale de l'INSERM.
- 2003 : Research Award décerné par l’American Academy of Neurology.
- 2004 : Career Award of the Movement Disorder Society.
- 2004 : Prix ISI-Thomson du neuroscientifique français le plus cité au cours des vingt dernières années.
- 2008 : Élu membre de l'Académie des sciences, section Biologie humaine et sciences médicales[23].
- 2009 : Prix Claude-Bernard[24].
- 2024 :  Officier de la Légion d'honneur (2017[25], chevalier 2008[26]).
- 2024 :  Commandeur de l'ordre national du Mérite (2024[27]).